# Поділля (видавництво)
Видавництво «Поділля» — державне спеціалізоване видавництво, засноване 1975 року.  Спеціалізується на виданні художньої та навчальної літератури.

## Історія
Видавництво «Поділля» з потужним поліграфічним виробництвом розташоване «Будинку преси», що на проспекті Миру, 59 в Хмельницькому. Будівля «Будинку преси» споруджена наприкінці 1980-х років. Нині крім видавництва тут міститься низка редакцій обласних газет, зокрема, газети «Подільські вісті» та багатьох інших друкованих видань.
Протягом своєї історії видавництво неодноразово змінювало свою назву та підпорядкованість:
- 1975—1992 роки — видавництво «Поділля» Хмельницького обкому Компартії України;
- 1992—2001 роки — ВАТ «Видавництво „Поділля“»;
- 2001—2019 роки — ПАТ «Видавництво „Поділля“» Корпоративне підприємство «ДАК „Укрвидавполіграфія“»;
- від 2019 року — Акціонерне товариство «Видавництво «Поділля» Корпоративне підприємство АТ «ДАК „Укрвидавполіграфія“» (скорочена назва АТ «Видавництво „Поділля“»)[1].

## Книги видані видавництвом «Поділля»
| Рік  | Автор            | Назва                    | Серія, тощо |
| ---- | ---------------- | ------------------------ | ----------- |
| 1992 | Дэвид Моррелл    | Рэмбо                    |             |
| 1992 | А. Дюма          | Графиня де Шарни. Том 1. |             |
| 1993 | А. Дюма          | Графиня де Шарни. Том 2. |             |
| 1993 | А. Дюма          | Анж Питу                 |             |
| 1994 | А. Дюма          | Жозеф Бальзамо. Том 1.   |             |
| 1994 | А. Дюма          | Жозеф Бальзамо. Том 2.   |             |
| 199? | А. Дюма          | Шевалье де Мэзон-Руж     |             |
| 199? | А. Дюма          | Ожерелье королевы        |             |
| 1993 | Маргарет Митчелл | Унесённые ветром. Том 1. |             |
| 1993 | Маргарет Митчелл | Унесённые ветром. Том 2. |             |

## Книги надруковані у видавництві «Поділля»
| Рік  | Автор                                           | Назва                                                       | Видавництво                                              | Серія, тощо                                                                                |
| ---- | ----------------------------------------------- | ----------------------------------------------------------- | -------------------------------------------------------- | ------------------------------------------------------------------------------------------ |
| 1986 | Сергей Григорьев                                | Михаил Суворов                                              | «Правда» (Москва)                                        |                                                                                            |
| 1987 | Генрих Бёлль                                    | Избранное                                                   | «Правда» (Москва)                                        |                                                                                            |
| 1987 | Муса Джалиль                                    | Костёр над обрывом                                          | «Правда» (Москва)                                        |                                                                                            |
| 1988 | Стендаль                                        | Итальянские хроники. Жизнь Наполеона                        | «Правда» (Москва)                                        |                                                                                            |
| 1988 | Ирвинг Стоун                                    | Жажда жизни. Повесть о Винсенте Ван Гоге                    | «Правда» (Москва)                                        |                                                                                            |
| 1989 | Евгений Воробьев                                | Земля, до востребования                                     | «ДОСААФ СССР» (Москва)                                   | Библиотека «Отчизны верные сыны»                                                           |
| 1989 | Константин Паустовский                          | Северная повесть                                            | «Правда» (Москва)                                        |                                                                                            |
| 1989 |                                                 | К огню вселенскому. Русская светская поэзия 1920-1930 годов | «Правда» (Москва)                                        |                                                                                            |
| 1989 | А.Стриндберг                                    | Красная комната / Слово безумца в свою защиту / Одинокий    | «Правда» (Москва)                                        |                                                                                            |
| 1990 | Ольга Фрош                                      | Летошний снег                                               | «Правда» (Москва)                                        |                                                                                            |
| 1990 | А.И.Деникин                                     | Путь русского офицера                                       | «Прометей» (Москва)                                      |                                                                                            |
| 1990 | Маркиз де Сад (Донатьен-Альфонс-Франсуа де Сад) | Жюстина, или Несчастья добродетели                          | «Фирма „Ада“» (Кишинёв)                                  |                                                                                            |
| 1991 | Андре Моруа                                     | Фиалки по средам                                            | «Внешторгиздат» (Москва)                                 |                                                                                            |
| 1991 | В. Дж. Стюарт                                   | Запрещённая планета                                         | «ТМ КВН УПИ» (Свердловск)                                |                                                                                            |
| 1991 | Джеймс Хэдли Чейз                               | Сувенир из «Клуба мушкетеров». Мертвые молчат.              | «Редакционно-издательское предприятие „Фемида“» (Москва) | Криминальный детектив 1 Видана у двох варіантах обкладинки: в м'якій та твердій палітурці. |
| 1992 | Понсон де Террайль                              | Тайны Парижа                                                | «Глобус» (Киев)                                          |                                                                                            |
| 1992 | Мариво                                          | Жизнь Марианны                                              | «Маяк» (Одесса)                                          |                                                                                            |
| 1993 | Р. Л. Стивенсон                                 | Приключения принца Флоризеля. Похищенный.                   | «Агенство „Харьков-Новости“» (Харьков)                   |                                                                                            |
| 1993 |                                                 | Французский детектив                                        | «Зодіак-ЕКО» (Киев)                                      | серія: Короли детектива                                                                    |